# Museo Municipal Mario Brozoski
El Museo Municipal Mario Brososki es el único Museo de Arqueología y conservación Subacuática en Argentina, dedicado fundamentalmente a la conservación y exhibición de las piezas y objetos que periódicamente se rescatan de la corbeta Swift hundida en la Ría Deseado (Puerto Deseado, Provincia de Santa Cruz, Argentina) en el año 1770. 

## Historia
Los habitantes de Puerto Deseado no tuvieron conocimiento de aquel naufragio hasta la llegada de Patrick Rodney Gower, en 1975, descendiente del Almirante Sir Erasmus Gower, sobreviviente del naufragio de la Corbeta Swift en 1770; aquel forastero australiano fue recibido por Caruzzo Roberts, por aquel entonces director de cultura de la ciudad, Patrick dejó en su poder una copia de la bitácora de viaje que precisaba con exactitud el naufragio y hundimiento de la Corbeta Inglesa H.M.S. Swift, documento que había sido  publicado por su antepasado en 1803. 
En 1980, un profesor de Matemáticas dictaba la clase normalmente frente a un grupo de adolescentes de entre 16 y 17 años, aquellos alumnos un poco inquietos comenzaron a distraerse, entonces Locarnini (Profesor y Capitán de Navío A.R.A), prosiguió a relatarle la historia de un australiano que visitó la ciudad en búsqueda antiguo barco hundido en la Ría del Deseado 200 años atrás. Un estudiante de 16 años, Marcelo Rosas, quedó impactado con aquel relato. Fue tan grande su interés que continuó indagando hasta que, junto con unos amigos, inició una búsqueda para hallar el sitio del naufragio. 
Para ello recurrieron a la comisión del Club de Pesca y Náutica “Capitán Oneto”. El plan de búsqueda se basó en los datos históricos que aportaba el relato del naufragio por Erasmus Gower, en el estudio de cartas navales y en datos proporcionados por viejos pescadores.
En varias oportunidades se habían sumergido sin tener resultados, Una tarde de verano siendo las 17 hs, exactamente el 4 de febrero de 1982 se concretó el hallazgo la corbeta.

## El Museo

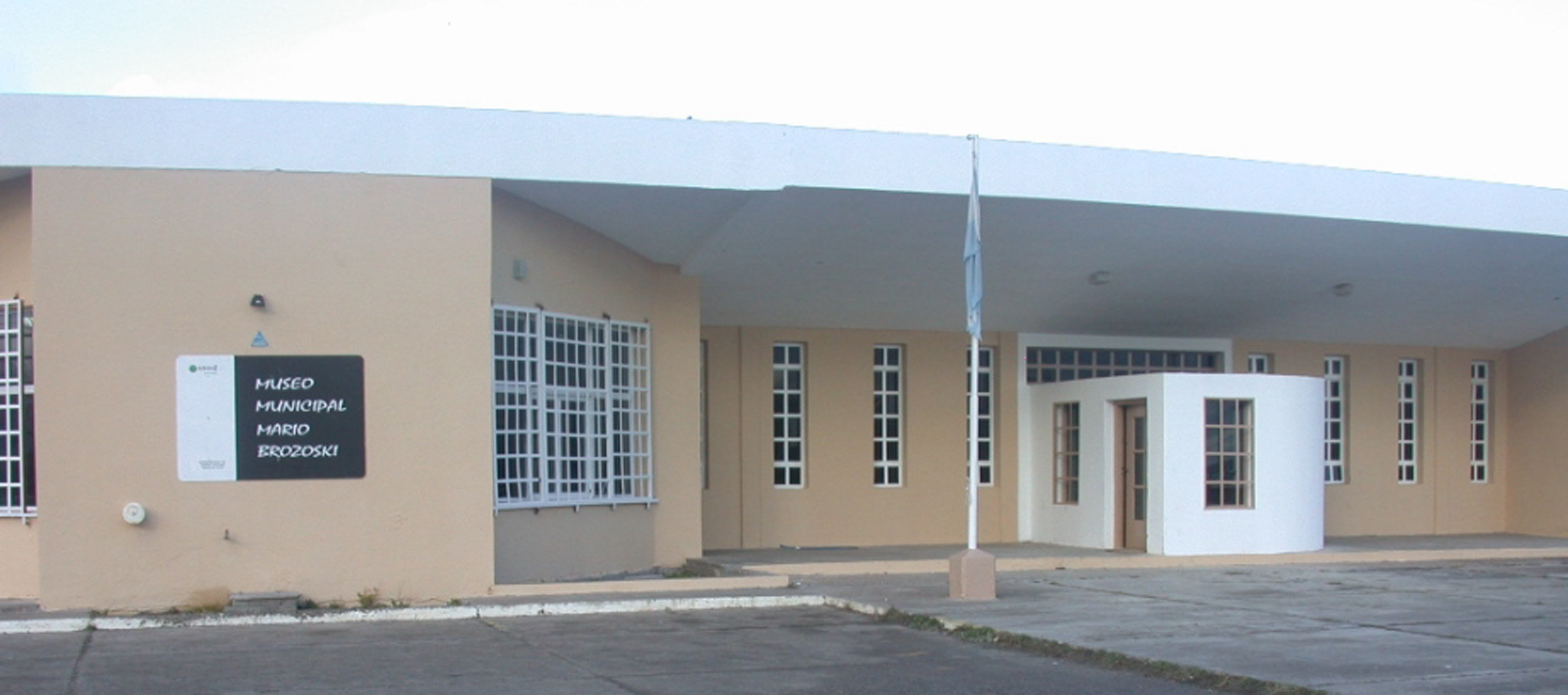
Vista del Museo Brozoski previa a su reinauguración realizada en el 2019.

El museo fue creado en el año 1983 como “Museo Regional Provincial” con el objetivo de resguardar el patrimonio de Santa Cruz, destacándose los restos que se habían recuperado, hasta ese momento, de la corbeta británica HMS Swift descubiertos el año anterior. El nombre del museo le fue otorgado en homenaje a uno de los jóvenes buzos oriundos de dicha ciudad que colaboró en el hallazgo del pecio, quien falleciera trágicamente al poco tiempo.
Este museo cuenta hoy en día con una colección de más de 600 piezas provenientes del pecio, en su gran mayoría obtenidas por medio de trabajos de arqueología submarina. Además este museo es Reservorio de La zona norte de Santa Cruz y resguarda tres colecciones de material lítico de sociedades de cazadores-recolectores, conocidos en tiempos históricos como Tehuelches.

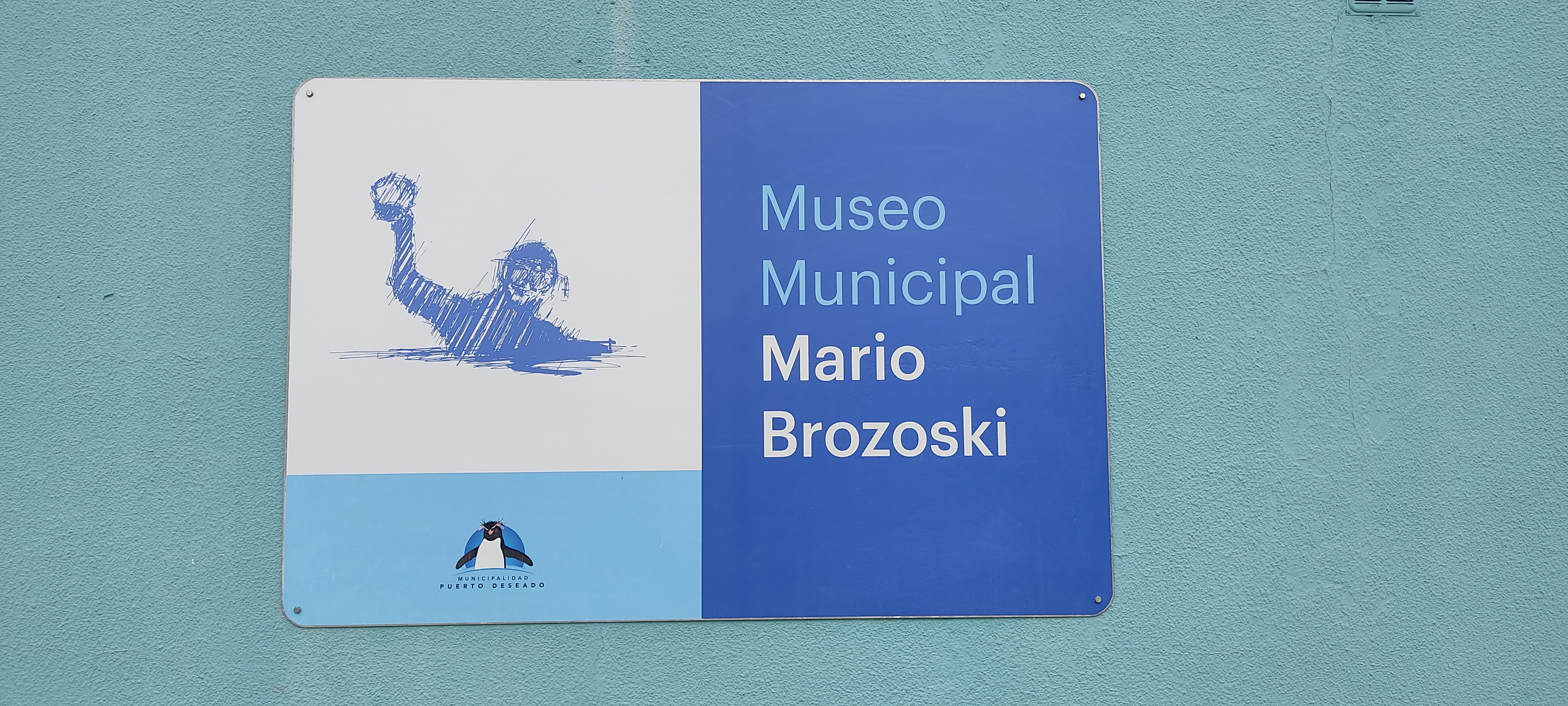
Imagen del nuevo logo del Museo.

En el año 2018 el museo recibió un subsidio para realizar una intervención integral de las exhibiciones museológicas de la Corbeta Swift y la infraestructura edilicia. Este proyecto contó con el aporte y el impulso del Ing. Enrique Eskenazi y las Fundaciones Grupo Petersen (Fundación Banco San Juan, Fundación Banco Santa Fe, Fundación Banco Entre Ríos y Fundación Banco Santa Cruz). Como producto de ello, se pudo realizar la reapertura del museo en diciembre de 2019.

## La corbeta Swift
La nave de guerra británica HMS Swift fue construida en 1762 en el astillero de John Greave en Limehouse, a orillas del río Támesis, y botada en 1763. Era una sloop of war (categoría equivalente a la de corbeta en la nomenclatura española), que contaba con 28 metros de eslora y estaba armada con 14 cañones de 6 libras y 12 pedreros de 1/2 libra.
Apostada en la base británica Puerto Egmont, en las islas Malvinas, la corbeta emprendió un viaje exploratorio por las costas patagónicas antes de que cayera el invierno de 1770. Una tormenta los obligó a recalar en Puerto Deseado. Entrando a la ría Deseado encallaron en una roca sumergida y, a pesar de que tras deshacerse de mucha de la carga lograron liberar la nave, minutos después se toparon con un segundo escollo no cartografiado. A las seis de la tarde del martes 13 de marzo de 1770, el barco se hundió. Murieron tres de los noventa y un tripulantes (el cocinero y dos soldados). El cuerpo del cocinero apareció días más tarde y lo enterraron tras un improvisado funeral.
Los náufragos permanecieron a la intemperie durante un mes, hasta que fueron rescatados por la única otra nave británica en Malvinas en ese momento: la Favourite. El rescate fue posible gracias a que los sobrevivientes de la Swift acondicionaron una chalupa y enviaron siete hombres a buscar ayuda a Malvinas.

## Descubrimiento del pecio
En el año 1975 llegó a Puerto Deseado Patrick Rodneym Gower, un descendiente del teniente Erasmus Gower, uno de los sobrevivientes del naufragio de la corbeta Swift que había escrito un diario sobre el viaje. Sin embargo, cuando llegó a dicha ciudad, se desconocía el suceso. Esto motivó que, en el año 1980 un joven de 16 años, Marcelo Rosas, se inquietara con el relato de su profesor de Matemáticas el teniente de fragata Ricardo Locarnini, quien lo guiara en la búsqueda de la información del barco hundido y junto a otros jóvenes (entre ellos Mario Brozoski), en 1981 crearán la "Subcomisión de Búsqueda y Recate de la Corbeta Swift" basándose en el relato del naufragio que Erasmus Gower escribió en 1803, el estudio de cartas navales y en datos de viejos pescadores locales. 
Esta subcomisión era dependiente del club náutico "Capitán Oneto", de Puerto Deseado. De esta forma, el día 4 de febrero de 1982 descubrieron los restos del naufragio.
Los restos del pecio fueron localizados en la bahía Magallanes sobre la costa norte de la ría, a aproximadamente 3 kilómetros de la desembocadura y a unos 100 metros al oeste del puerto y unos 45 metros de la costa constituida por restingas y playas de grava. Los restos se encontraban asentados sobre un fondo de rocas cubiertas por sedimentos de arena fina y fango, donde la temperatura del agua oscila entre 5 °C y 12 °C entre invierno y verano. A su vez, la visibilidad es muy baja debido a las partículas en suspensión.

## Investigaciones
Luego del descubrimiento original, el pecio fue explorado por buzos de la Prefectura Naval Argentina y de la Fundación Albenga, quienes realizaron el primer bosquejo del buque. Alrededor del pecio se boyó un área de 40 x 40 metros de acceso restringido y declarada zona interdicta para la navegación por el Servicio de Hidrografía Naval. Posteriormente se inició el Proyecto de Arqueología Subacuática Swift, por parte de personal e investigadores del Programa de Arqueología Subacuática del Instituto Nacional de Antropología y Pensamiento Latinoamericano (INAPL), junto con el Consejo Internacional de Monumentos y Sitios (ICOMOS), con varias campañas en su haber. A su vez, desde el día 19 de noviembre de 1982, mediante el decreto provincial 1420, el hallazgo de la corbeta Swift fue declarado de interés histórico e incorporado al patrimonio cultural de la provincia de Santa Cruz.